# 水克非尔
水克非尔（英語：tibicos，water kefir）又稱中國菌菇、太陽菌菇、緹比水晶、「天山雪蓮」等，是一種益生菌的特別組合，在室温下以糖水、乾水果如无花果和柠檬的果汁中生长一天或更多的时间製作的饮料，是克非尔的一種特例。現時社會推廣水克非爾的人認為：水克非爾是保青春、增強免疫力、防病、治病的妙法。
水克菲爾的主要成份為克菲爾粒或克菲爾珠，是一種由共生微生物維持的穩定菌落。水克菲爾透過把多醣分解成為單醣後，再重新組合成為聚醣、右旋乳酸、乙醇和二氧化碳等。這些共生微生物主要有以下幾種：
1. 植物乳杆菌
2. 乳酸乳球菌
3. 乾酪乳桿菌

## 外部連結
- Zoogloea.com （页面存档备份，存于）: Kombucha, preparing the infusion.
- nourishedkitchen.com Water Kefir Tutorial
- Video to learn how to make fruity Kefir （页面存档备份，存于）